# Gang Gang Dance
Gang Gang Dance — экспериментальная группа из Бруклина, сотрудничающая с независимым лейблом The Social Registry. Группа получила известность на нью-йоркской инди-рок сцене за необычное «нео-примитивистское» звучание.
Группа сотрудничала с такими коллективами, как Architecture in Helsinki, Sonic Youth, Spank Rock, Massive Attack, Animal Collective, Black Dice и TV on the Radio.

## Дискография

### Альбомы
- Revival of the Shittest (2004)
- Gang Gang Dance (2004)
- God’s Money (2005)
- Saint Dymphna (2008)
- Eye Contact (2011)

### Мини-альбомы
- Hillulah (2005)
- RAWWAR (2007)

### DVD
- Retina Riddim (2007)